# Centro de reprocesado de La Hague
El Centro COGEMA de La Hague  es una planta de reprocesado de combustible nuclear, situada en el cabo de la Hague (Normandía), comuna de Beaumont-Hague, en la francesa Península de Cotentin. Está en funcionamiento desde 1966 y tiene una capacidad de reprocesado de combustible gastado (procedente de reactores de agua ligera, LWR), de unas 2900 toneladas al año. Dispone de unos 6.000 empleados.